# Amy Heckerling
Amy Heckerling (ur. 7 maja 1954 w Nowym Jorku) – amerykańska scenarzystka, reżyserka oraz producent filmowy.

## Życiorys
Studiowała w Instytucie Filmu i Telewizji Uniwersytetu Nowojorskiego, w 1976 zakończyła studia reżyserskie na Amerykańskim Instytucie Filmowym, było to zaraz po przeprowadzce do Los Angeles. Jeszcze w 1975 stworzyła film krótkometrażowy pt. „High Finance”. W 1982 powstała komedia oparta na scenariuszu Camerona Crowe’a – był to bardzo duży krok w kierunku kariery w Hollywood. Beztroskie lata w Ridgemont High odniosły duży sukces, zarówno poprzez znakomitą i szczerą fabułę, jak i dzięki wspaniałej obsadzie aktorskiej. Wśród aktorów w nim występujących byli między innymi: Sean Penn, Jennifer Jason Leigh, Eric Stoltz, Nicolas Cage czy Forest Whitaker.
W 1984 z jej inicjatywy powstała komedia kryminalna Johnny Dangerously. Była to parodia filmów gangsterskich stworzonych w latach 30. XX w. Jej kolejnym filmem było W krzywym zwierciadle: Europejskie wakacje, który odniósł większy sukces niż wcześniejsza komedia. Jednak na ogromny sukces komercyjne nie musiała zbyt długo czekać, bo już w 1989 stworzyła komedię familijną I kto to mówi z Johnem Travoltą i Kirstie Alley. Film okazał się absolutnym przebojem, i co ważne, doczekał się również dwóch kolejnych części. Na jego podstawie powstał w 1991 także serial „Baby Talk”. W 1995 z jej inicjatywy powstał film „Clueless”, opowieść o życiu bardzo bogatych nastolatków w Beverly Hills. Inspiracja do historii była powieść „Emma”. Amy otrzymała wtedy nagrodę od National Society of Film Critics za scenariusz. Rok później na podstawie filmu nakręcono serial Słodkie zmartwienia z Rachel Blanchard w roli głównej. Serial składał się z trzech serii i powstawał w latach 1996–1999.
Jej późniejsze filmy to „Odlotowy duet” oraz „Molly”. Kolejny sukces na jej koncie przyniósł wyreżyserowana przez nią komedia Frajer. W 2007 stworzyła komedię romantyczną Nigdy nie będę twoja z Michelle Pfeiffer w obsadzie.

## Filmografia
Scenariusz
- Wampirzyce (Vamps) (2012)
- Nigdy nie będę twoja (I Could Never Be Your Woman) (2007)
- Frajer (Loser) (2000)
- Słodkie zmartwienia (Clueless) (1996–1999)
- Clueless (film) (1995)
- I kto to mówi 2 (Look Who’s Talking Too) (1990)
- I kto to mówi (Look Who’s Talking) (1989)

Reżyser
- Wampirzyce (Vamps) (2012)
- Nigdy nie będę twoja (I Could Never Be Your Woman) (2007)
- Biuro (Office, The) (2005)
- Sweat (2005)
- Frajer (Loser) (2000)
- Słodkie zmartwienia (1996–1999)
- Clueless (film) (1995)
- I kto to mówi 2 (Look Who’s Talking Too) (1990)
- I kto to mówi (Look Who’s Talking) (1989)
- Fast Times (1986)
- W krzywym zwierciadle: Europejskie wakacje (European Vacation) (1985)
- Niebezpieczny Johnny (Johnny Dangerously) (1984)
- Beztroskie lata w Ridgemont High (Fast Times at Ridgemont High) (1982)

Producent
- Sweat (2005)
- Frajer (Loser) (2000)
- Molly (1999)
- Słodkie zmartwienia (Clueless) (1996–1999)
- Odlotowy duet (A Night at the Roxbury) (1998)
- Fast Times (1996)

Aktorka
- Ucieczka w noc (Into the Night) (1985) jako Ships Waitress